# Světice z Dolní Vltavice
Světice z Dolní Vltavice je gotická sochařská bysta neznámé křesťanské světice, která byla zhotovena v pražské řezbářské dílně mezi lety 1380–1390. Je vystavena ve stálé expozici Alšovy jihočeské galerie v Hluboké nad Vltavou.

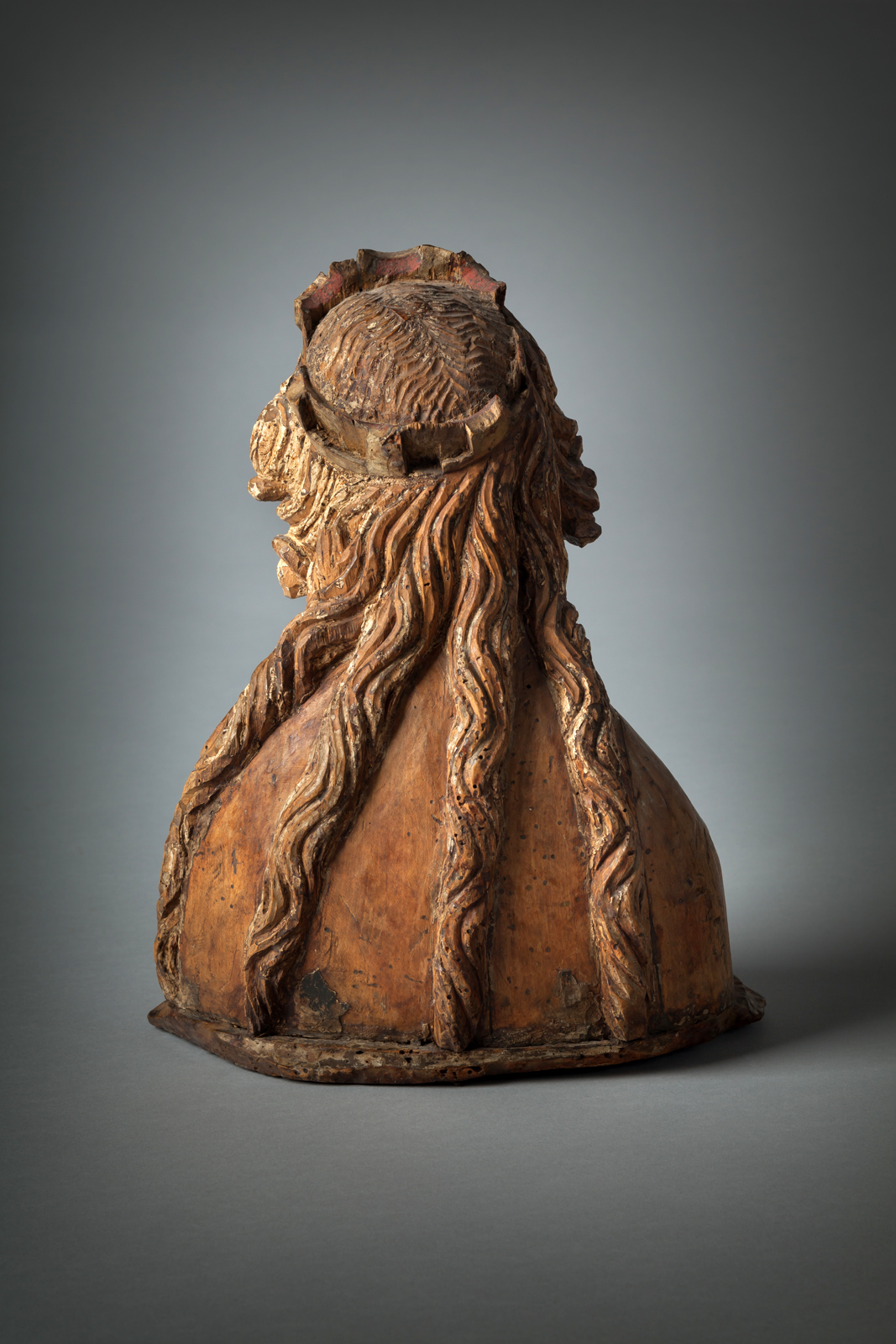
Světice z Dolní Vltavice (zadní strana)

## Historie
Socha pochází údajně z kostela sv. Linharta (zal. 1355) v Dolní Vltavici, který byl zbourán při napuštění přehradní nádrže Lipno. Kvalita řezby ale svědčí pro původ např. v klášteře Zlatá Koruna, v jehož majetku byla obec od 13. století nebo v nedalekém cisterciáckém klášteře ve Vyšším Brodě. V roce 1929 bystu zakoupilo ze soukromého majetku J. Starhoně v Českém Krumlově Městské muzeum v Českých Budějovicích. V roce 1953 byla převedena do sbírek Alšovy jihočeské galerie v Hluboké nad Vltavou.

## Popis a zařazení
Plná socha z lipového dřeva na nízkém oválném podstavci, se zachovanou původní polychromií. Velikost 33 x 26 x 16 cm. Chybí část pramene vlasů na pravé straně a špička nosu. Restaurovali Bohuslav Slánský (1934) a Jiří Tesař (1967).
Bysta světice s úzkými svislými rameny a nízkou korunkou na hlavě. Dlouhé vlnité vlasy má rozděleny do pěti pramenů, z nichž jeden spadá přes levé rameno na prsa a čtyři splývají na záda. Přes šaty má přehozen rozevřený plášť sepnutý vpředu širokým zdobeným páskem. Plášť a šaty kolem výstřihu mají ozdobné lemování. Oblá a měkká tvář se zasněným výrazem připomíná ženské postavy na obrazech Mistra Třeboňského oltáře a předznamenává sochařství krásného slohu.
Velikostí a tvarem socha odpovídá relikviářovým bystám a předpokládá se, že sloužila jako jejich doplněk na oltáři. Výtvarně souvisí se dvěma podobnými relikviářovými bystami z Dolní Vltavice, zakoupenými roku 1934 pro Kunstmuseum Düsseldorf (Stiftung Museum Kunst Palast) a také s bystami parléřovské huti v triforiu katedrály sv. Víta (Václav z Radče, Anna Svídnická, Eliška Přemyslovna) Vzhledem k tomu, že z Parléřovy dílny pocházely vyřezávané lavice v chóru katedrály (zničeny při požáru roku 1541), je možné předpokládat, že autor bysty mohl působit přímo v katedrální huti.